# Años 820
Los años 820 o década del 820 empezó el 1 de enero del 820 y terminó el 31 de diciembre del 829.

## Acontecimientos
- (825) Fundación de la ciudad de Murcia.
- Eugenio II sucede a San Pascual I como papa en el año 824.
- Valentín sucede a Eugenio II como papa en el año 827.
- Gregorio IV sucede a Valentín como papa en el año 827.